# Trine Pedersen
Trine Dalgaard Fomsgaard Pedersen (født 3. maj 1993) er en dansk håndboldspiller, som spiller for Odense Håndbold i Damehåndboldligaen. Hun har tidligere spillet for Silkeborg-Voel KFUM, Skanderborg Håndbold og TTH Holstebro, og står noteret for over 150 ligakampe i Damehåndboldligaen.
Den 3. august 2021, skrev hun under på en et årig kontrakt med topklubben Odense Håndbold, hvor hun senere også forlængede.

## Meritter
- DHF's Landspokalturnering:
  - Sølv: 2021
  - Bronze: 2019[5]